# قهرمان محلی (مجموعه تلویزیونی)
قهرمان محلی (انگلیسی: Local Hero؛‏ کره‌ای: 동네의 영웅) مجموعهٔ تلویزیونی محصول کره جنوبی سال ۲۰۱۶ در ژانر جاسوسی با بازی پارک شی هو، جو سونگ ها، لی سو هیوک، کوان یو ری، جونگ مان شیک و یون ته یونگ است. این مجموعه از ۲۳ ژانویه تا ۲۳ مارس ۲۰۱۶ از شبکهٔ اوسی‌ان پخش شد.

## خلاصه داستان
بک شی یون (پارک شی هو) یک مأمور مخفی سابق و انسانی آموزش‌دیده و ماهر در مبارزه است. او که گذشتهٔ خود را پنهان کرده، یک بار به نام «محله» را خریداری کرده و اداره‌اش می‌کند. بک شی یون به تدریج با مشتریان ثابت بار دوست می‌شود و با دردهای آن‌ها همدلی می‌کند. او با مرد جوانی به نام چوی چان گیو (لی سو هیوک) آشنا می‌شود که کارمند موقت است و آرزوی پلیس شدن دارد. بک شی یون او را آموزش می‌دهد تا تبدیل به یک مأمور مخفی شود و آن دو با همکاری هم به مبارزه با نیروهای شر برمی‌خیزند.

## بازیگران
- پارک شی هو در نقش بک شی یون
- جو سونگ ها در نقش ایم ته هو
- لی سو هیوک در نقش چوی چان گیو
- کوان یو ری در نقش به جونگ یون
- یون ته یونگ در نقش یون سانگ مین
- جونگ مان شیک در نقش جونگ سو هیوک
- سونگ جه هو در نقش رئیس هوانگ
- چوی یون سو در نقش کیم سو آن
- جی ایل جو در نقش جانگ جین وو
- کانگ کیونگ هون در نقش کانگ ری سو
- جین کیونگ در نقش سون یونگ
- لی سون وون در نقش هان جون هی

## تولید
این مجموعه نخستین بار در ماه اوت ۲۰۱۵ معرفی شد و اعلام شد که پارک شی هو پس از مدتی دوری، با این مجموعهٔ جاسوسی دلهره‌آور به تلویزیون بازمی‌گردد. در ادامه، کوان یو ری و لی سو هیوک نیز برای ایفای نقش‌های اصلی در حال مذاکره بودند که در اوایل سپتامبر حضورشان تأیید شد. اولین جلسهٔ فیلم‌نامه خوانی در ۱ اکتبر ۲۰۱۵ برگزار شد و نشست خبری مجموعه نیز در ۱۹ ژانویه ۲۰۱۶ در تالار آموریس تایمز اسکوئر در ناحیه یونگ‌دونگ‌پو، سئول برگزار گردید.
فیلم‌برداری مجموعه از اکتبر ۲۰۱۵ در کره جنوبی آغاز شد و بخش‌هایی از آن نیز در ماکائو ضبط شد.